# Ixodes scapularis
Espèce
Ixodes scapularis est une espèce de tiques de la famille des Ixodidae. Elle est communément appelée tique du cerf (en anglais : Deer tick) en raison du fait qu'elle parasite très souvent le cerf de virginie (Odocoileus virginianus), mais aussi tique des ours (bear tick) ou encore tique à patte noire, puisque ses pattes presque noires. Ce dernier nom peut toutefois être source de confusion, puisqu'une autre espèce retrouvée sur la côte ouest américaine, Ixodes pacificus, porte aussi ce nom.
C'est un ectoparasite qui peut se nourrir sur différentes espèces, dont l'humain.

## Distribution

Distribution

Cette espèce se rencontre dans l'Est des États-Unis et du Canada et dans le nord du Mexique. Son aire de répartition s'est agrandie au cours des dernières décennies, probablement en raison du réchauffement du climat, et elle atteindra bientôt les zones les plus densément peuplées du Canada.

## Habitat
C'est un animal assez fortement inféodé aux bois et forêts de zone tempérée à fraiche, surtout présent dans les vallées aux parties élevées de la moyenne montagne.

## Description

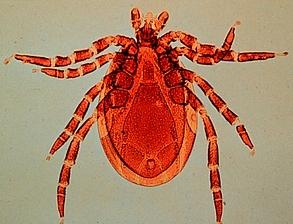
Ixodes scapularis vue de dessous au microscope

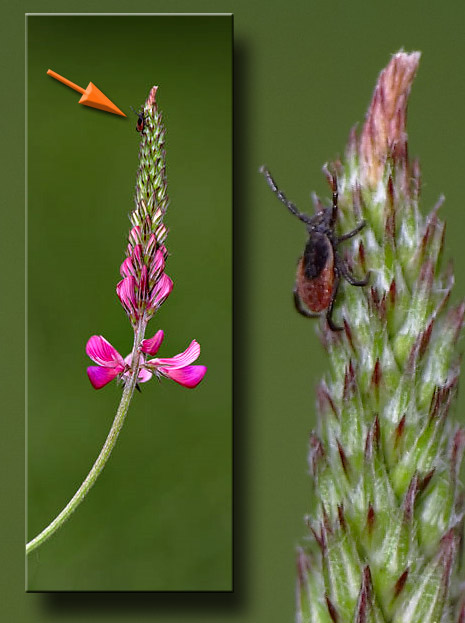
Femelle dIxodes scapularis dans la position caractéristique d'attente d'un hôte

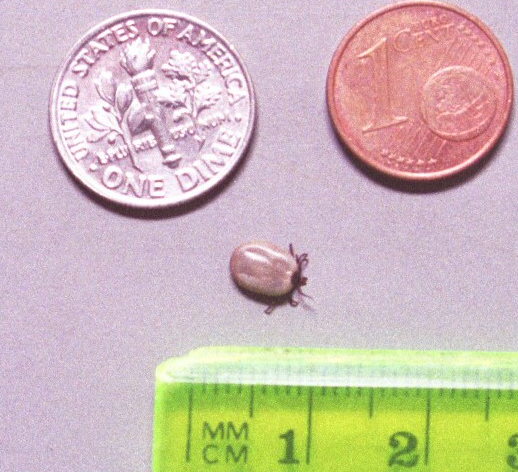
Femelle dIxodes scapularis presque remplie de son repas

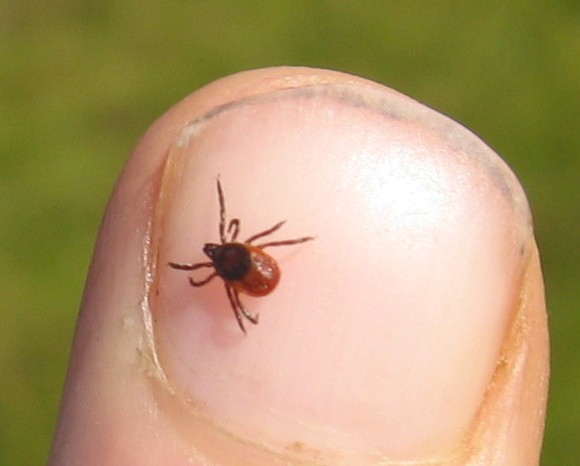
La tique du cerf est l'une des plus fréquentes dans l'est de l'Amérique du Nord

Ixodes scapularis est une « tique dure » de très petite taille à l'état normal (tout particulièrement aux deux premiers stades de larve et nymphe).
La femelle adulte voit cependant son volume augmenter d'environ 200 fois, lorsqu'après 3 ou 4 jours de repas, elle est gonflée de la chair et du sang de son hôte, ce qui lui permettra de produire plusieurs milliers d'œufs pondus par un orifice qui semble presque situé sous la bouche tant son abdomen est distendu avant la ponte.
La femelle engorgée a alors l'apparence d'un sac de couleur gris-bleuté. Elle est à ce moment le plus facilement repérable sur les animaux ou le corps humain.

## Reproduction
Après s'être gorgée de son repas, la femelle se laisse tomber au sol sur la litière forestière, quand elle est encore dans son habitat naturel. Elle pond ses œufs en paquets de centaines à milliers d'œufs, sur le sol. Ils écloront au printemps.

## Rôle dans la santé publique
- Comme d'autres espèces de tiques dans l'hémisphère nord, elle tend depuis une trentaine d'années à localement pulluler, et à plus souvent piquer les humains ;
- Elle est vectrice de plusieurs maladies graves pour l'humain et certains animaux (zoonoses), dont la maladie de Lyme[4], babesiose, ehrlichiose, etc.
- le taux de tiques infectées dans leur population, c'est-à-dire susceptible d'infecter les humains ou animaux semble augmenter sur une grande partie de son aire de répartition[réf. nécessaire].

Ixodes scapularis est considérée comme étant le principal vecteur de la forme nord américaine de la maladie de Lyme, par la transmission de la bactérie spirochète du genre Borrelia.

## Publication originale
- Say, 1821 : An account of the arachnids of the United States. Journal of the Academy of Natural Sciences of Philadelphia, vol. 2, p. 59-83.